# Cardage
 (avril 2020).
Si vous disposez d'ouvrages ou d'articles de référence ou si vous connaissez des sites web de qualité traitant du thème abordé ici, merci de compléter l'article en donnant les références utiles à sa vérifiabilité et en les liant à la section « Notes et références ».
Le cardage consiste à démêler et aérer les fibres textiles à partir de divers matériaux bruts. Avant de pouvoir être filée, une fibre naturelle doit être cardée ou peignée. Il est fait avec une paire de cardes à main — donnant alors un rouleau — ou une cardeuse à rouleau — on obtient alors une nappe. 
On carde généralement les fibres courtes comme le mérinos ou le coton. 
C'est lors du cardage ou du peignage que l'on peut faire des mélanges de matières et de couleurs, par exemple pour combiner l'élasticité de la laine et la brillance du mohair.

## Étymologie

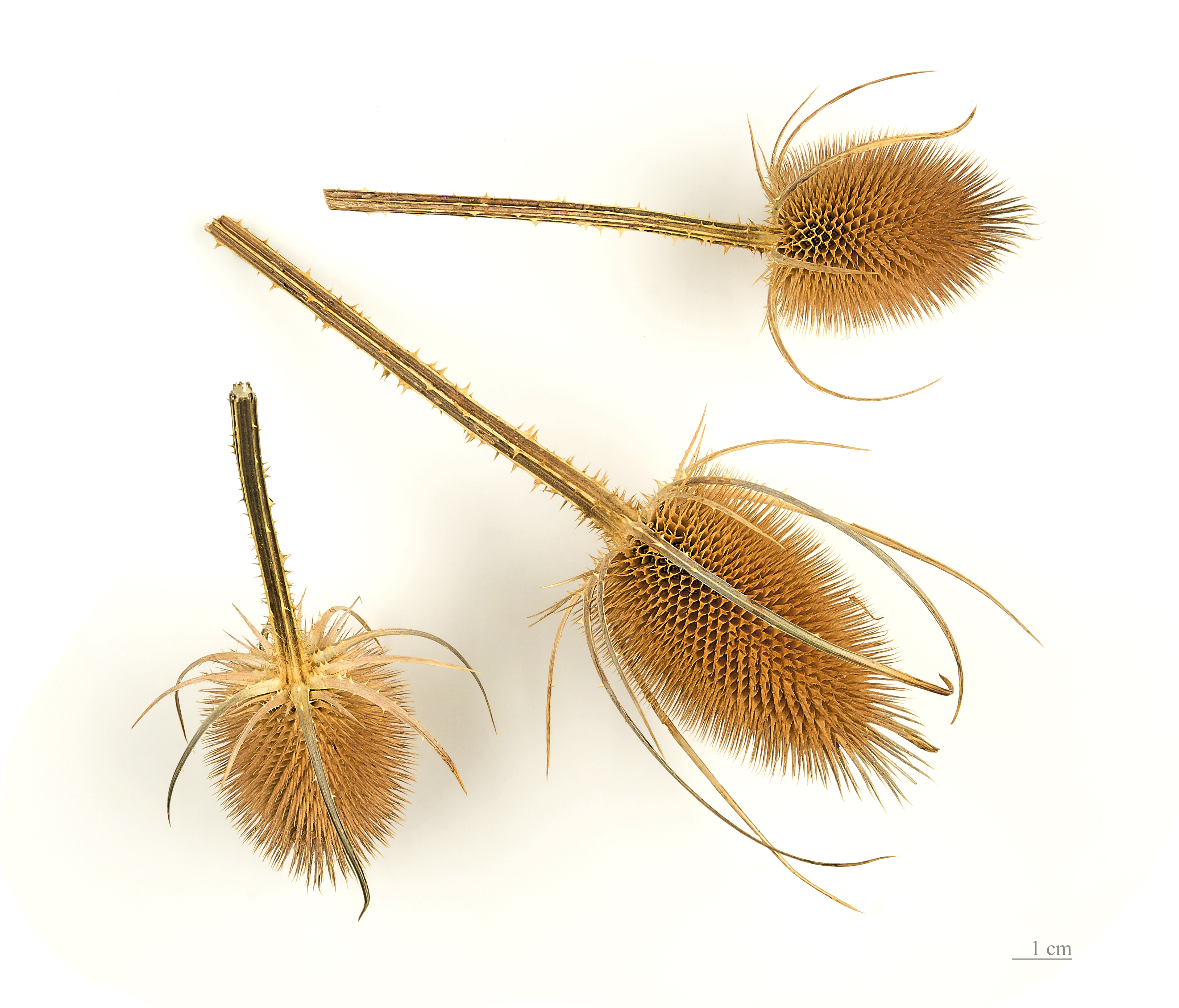
Dipsacus fullonum au MHNT.

Le mot cardage dérive de chardon, plante hérissée de piquants qui pousse le long des chemins. Dans ses déplacements, il n'est pas rare qu'un troupeau de moutons se frotte contre des chardons et y accroche quelques flocons de laine.
Les pâtres d'autrefois frottaient les toisons avec des bouquets de chardons pour obtenir une laine plus souple et propre. Puis on a utilisé le peigne à carder, planche de bois garnie de pointes de métal.
Les premières « cardeuses » industrielles étaient équipées de chardons. Ce procédé était encore utilisé il y a quelques années pour le cardage de certaines laines fragiles (mohair).
Le mot a donné son nom à la Cardère (un type de chardon).

## Histoire

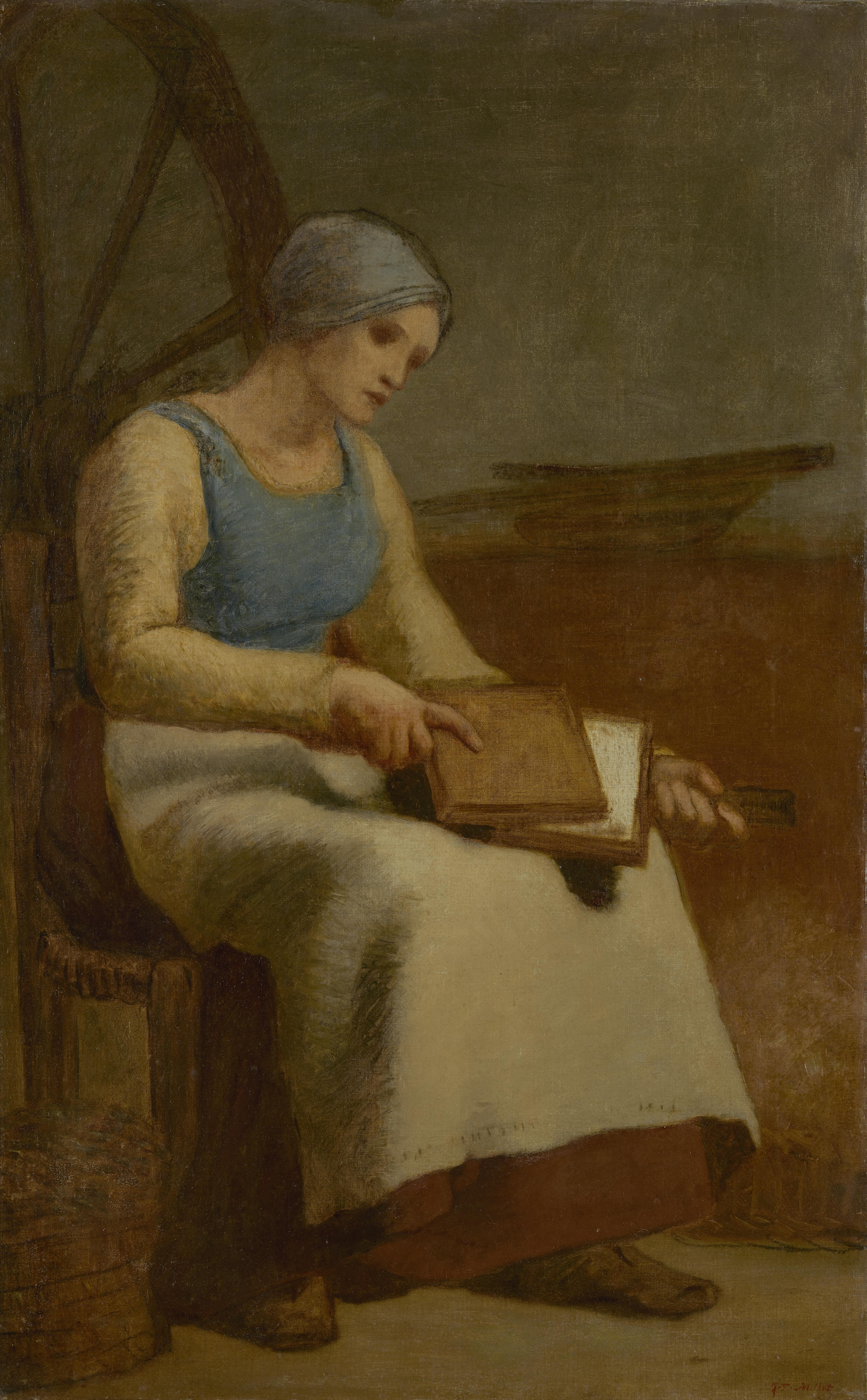
La Cardeuse de laine, 1856 Jean-François Millet Musée Van Gogh, Amsterdam
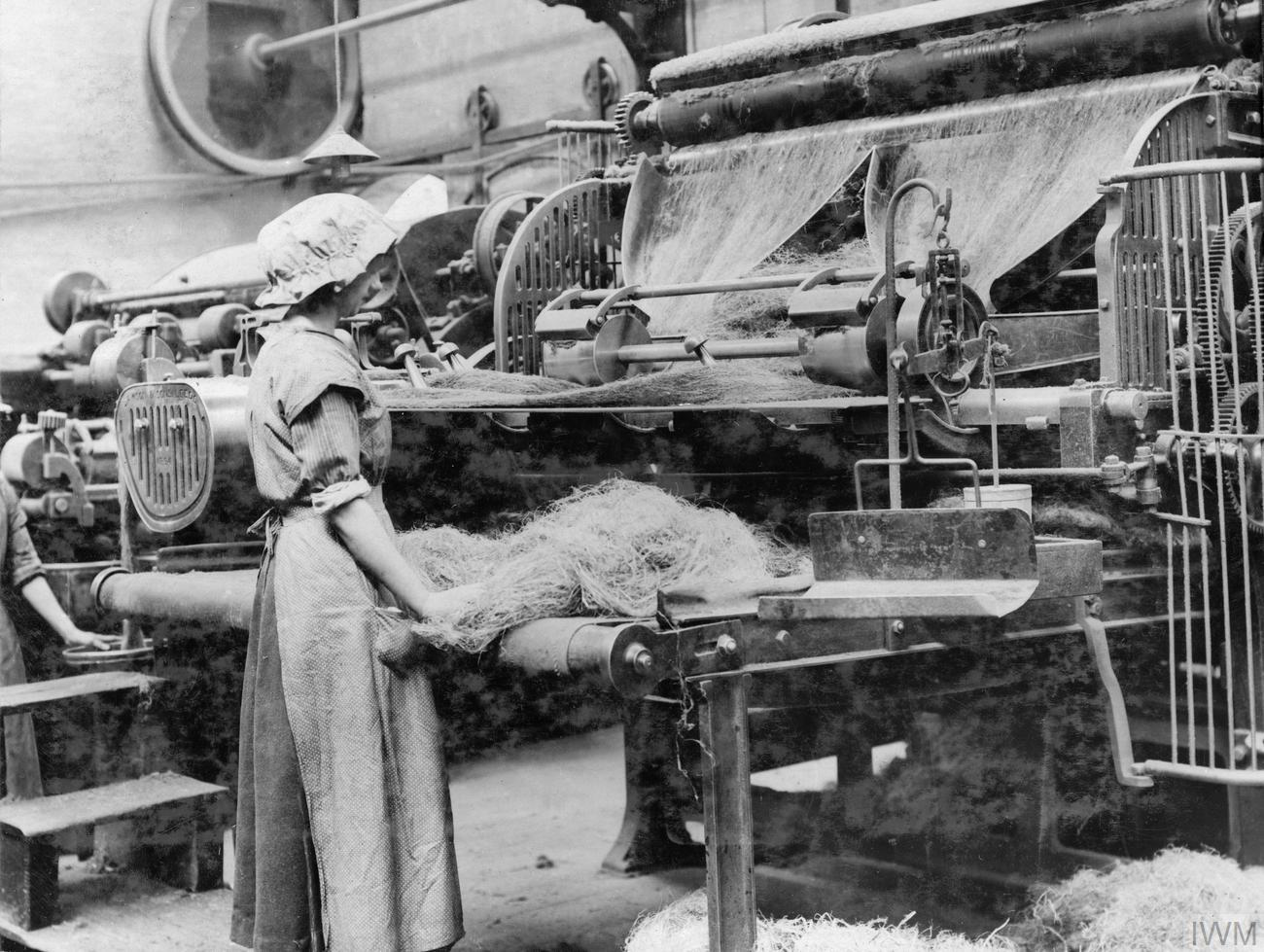
Une ouvrière cardant du chanvre dans une usine britannique pendant la Première Guerre mondiale (1914)
- Démonstration du cardage, filage et tricotage traditionnels de Irrel
Ecomusée Roscheider Hof (vidéo en allemand)

## Différentes fibres

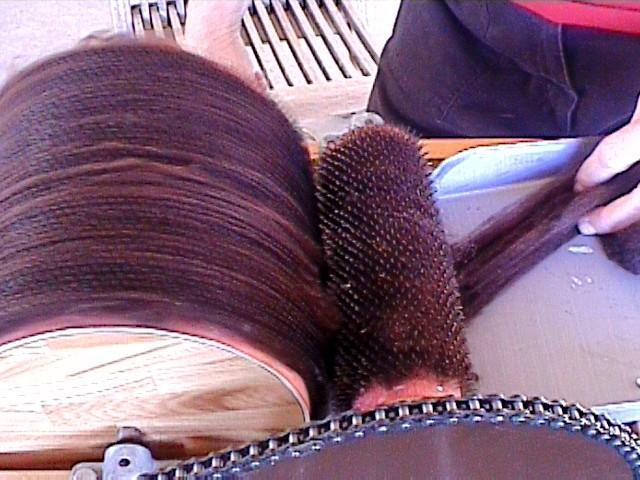
Cardage de laine de lama.

Tout ce qui ressemble de près ou de loin à des poils peut se filer :
- fibres végétales : lin, coton, chanvre, kapok, ramie, bambou, ortie, soja ;
- fibres animales : laine, mohair (chèvre), angora (lapin), alpaga, lama, chameau, yak, cachemire (chèvre), soie, chat, chien, qiviut (bœuf musqué), bison, opossum, cashmerino (chèvre) ;
- fibres transformées : viscose, protéines de lait, tencel, glitz, ingeo (maïs), nylon.

Mais aussi les cheveux, le papier découpé en lanière, le raphia…

## Les étapes du cardage moderne

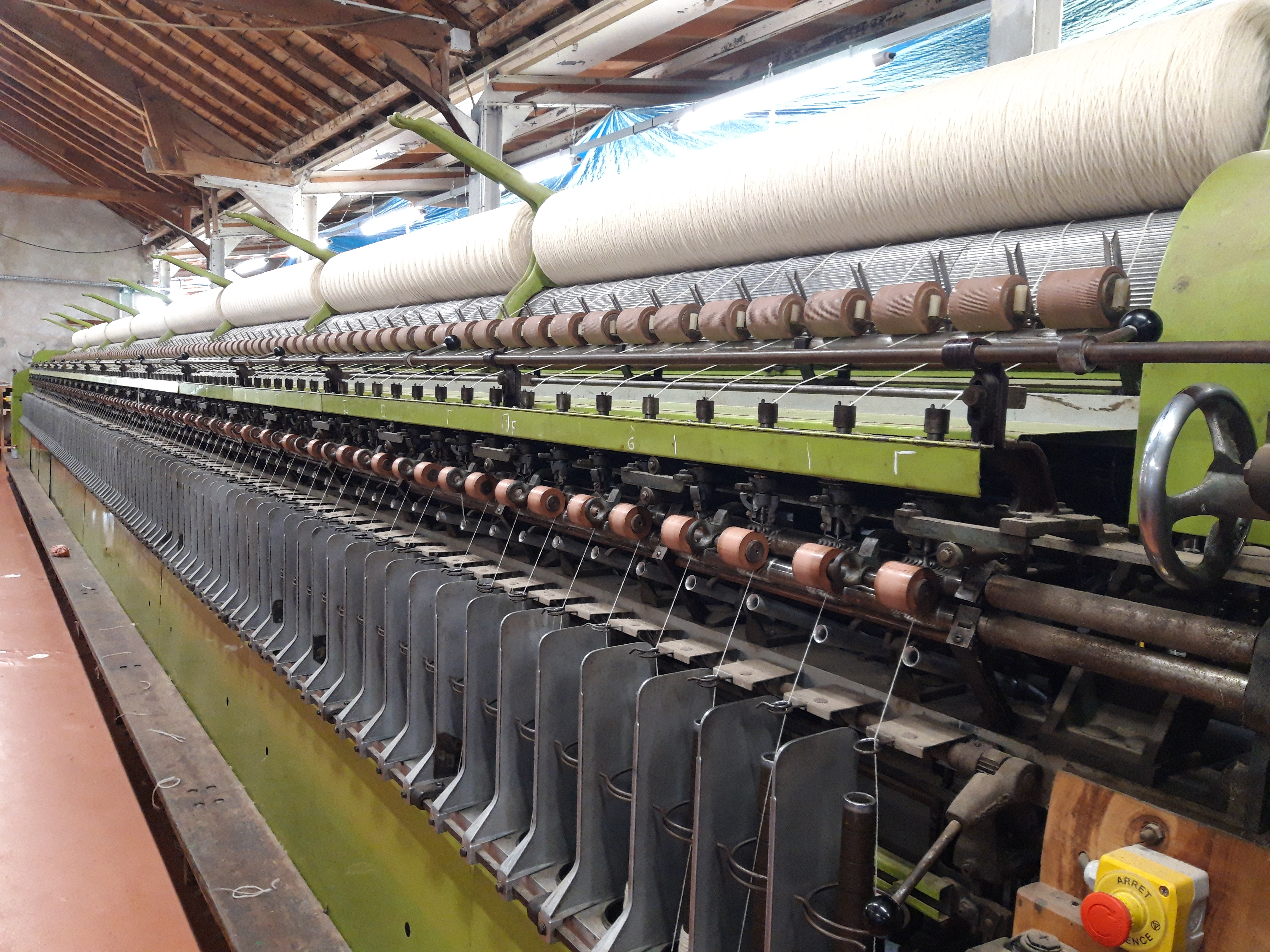
Train de carde à laine (Filature de Niaux)

La laine est d'abord ensimée, c'est-à-dire imprégnée d'une émulsion destinée à faciliter le démêlage ; puis elle passe dans la carde : des tambours garnis de très fines pointes d'acier, tournant à grande vitesse, divisent et parallélisent les fibres de laine et retiennent les impuretés végétales qui ont pu rester.
Suivant l'usage final auquel la laine est destinée, elle suivra, à partir du cardage et jusqu'à la transformation en fil, l'un ou l'autre cycle suivant :
- le cycle peigné, suivi de préférence par les laines fines. Elles sortent de la carde sous forme de ruban continu, souple et homogène, dit ruban de carde. Le ruban subira l'opération de peignage avant d'être transformé en fil. La laine peignée donnera des tissus et des tricots d'aspect sec et fin ;
- le cycle cardé, suivi par les laines de plus gros diamètre de fibre. Elles sortent de la carde sous forme de mèches fines qui seront directement transformées en fil. La laine cardée donnera des tissus et des tricots d'aspect plus rustique.

### Vidéographie
- « Hand Made Drum Carder As A Present For My Girlfriend » (consulté le 23 août 2021)